# 후쿠에촌 (이시카와현)
후쿠에촌(福江村)은 이시카와현 노미군에 있던 촌이다.

## 역사
- 1889년 4월 1일 - 정촌제 시행에 의해 6촌의 구역을 가지고 후쿠에촌이 성립하였다.
- 1907년 8월 5일 - 후쿠에촌, 에노시마촌 가마야촌이 합병해 네아가리촌이 성립하였다.

## 참고문헌
- 角川日本地名大辞典 17 石川県